# Droga wojewódzka 631
Die Droga wojewódzka 631 (DW 631) ist eine 45,3 Kilometer lange Droga wojewódzka (Woiwodschaftsstraße) in der polnischen Woiwodschaft Masowien, die Warschau und Nowy Dwór Mazowiecki verbindet.
In Brodnica ist über die Droga krajowa 15 der Anschluss an Toruń und den Westen Polens möglich. Sie liegt im Powiat Brodnicki, im Powiat Działdowski, im Powiat Mławski, im Powiat Ciechanowski, im Powiat Przasnyski, im Powiat Makowski und im Powiat Ostrołęcki.

## Straßenverlauf
Warschau
-  Kreisverkehr (DK 79, DW 621)
-  Brücke (Viadukt) (Bahnstrecke Warszawa–Kraków)
-  Wawelska-Straße
-  Kreisverkehr, Artur Zawisza-Platz (DW 717, DW 634)
-  Kreisverkehr
-  Kreisverkehr
-  Kreisverkehr
-  Anschlussstelle (Wisłostrada)
-  Poniatowski-Brücke (Weichsel)
-  Anschlussstelle (Wał Miedzeszyński-Straße) (DK 61)
-  Wiatraczna-Kreisverkehr (DW 637)
-  Anschlussstelle (Ignacy Mościcki-Kreisverkehr) (DK 2, E 30, DW 724)
-  Marsa-Straße, Żołnierska-Straße (DW 637)

Woiwodschaft Masowien, Powiat Wołomiński
-  Kreisverkehr, Ząbki (DW 634)
-  Anschlussstelle, Zielonka (S 8, E 67)
-  Anschlussstelle, Struga (DW 629)
-  Wólka Radzymińska (DW 624)
-  Kreisverkehr, Nieporęt (DW 633)
-  Kreisverkehr, Zegrze Południowe (DK 61)
-  Skrzeszew (DW 632)
-  Nowy Dwór Mazowiecki (DK 85)